# 국도 제142호선 (캄보디아)
국도 제142호선(National Road 142)은 캄보디아의 일반 국도이다. 캄퐁치낭 주의 로메아스에서는 국도 제53호선과 합류하며, 해당 도로가 국도 제138호선과 시내에서 직접 연결되어 있는 특색을 두고 있다.